# Günther Herrmann
Günther Herrmann (Trier, 1 de setembro de 1939 - Suíça, 22 de julho de 2023) foi um ex-futebolista alemão que atuava como meia-atacante.

## Carreira
Günther Herrmann fez parte do elenco da Seleção Alemã na Copa do Mundo de 1962. 